# Разданская ТЭС
Разданская ТЭС (Разданская ТЭЦ) — крупнейшая в Армении тепловая электростанция, располагающаяся рядом с городом Раздан в Котайкской области.  Находится в собственности «Разданская энергетическая компания» (энергоблоки 1-4) и компании «Газпром-Армения» (энергоблок 5).
В состав станции входит как неблочная часть (теплоэлектроцентраль) с пятью котлами и четырьмя теплофикационными турбинами, так и 5 конденсационных энергоблоков.
На экспорт электроэнергия поставлялась в Нагорный Карабах и Иран, до 2007 года поставки осуществлялись также в Грузию..

## Управление

### Энергоблоки 1-4
ОАО «Разданская энергетическая компания» (РазТЭС) является одной из шести крупных генерирующих компаний Армении и играет роль балансирующей станции в энергосистеме Армении, производя электроэнергию только во время возникновения дефицита на внутреннем рынке.
ОАО РазТЭС было основано в соответствии с распоряжением Федерального агентства по управлению федеральным имуществом РФ от 1-го сентября, 2004 путем внесения в уставной капитал общества имущественного комплекса Разданской тепловой электростанции, переданной Арменией в собственность Российской Федерации в счет погашения государственного долга.
Впоследствии находилось в собственности ИнтерРАО.
В 2016 году, после масштабных протестов в связи с повышением тарифов на электроэнергию, ИнтерРАО продало этот актив вместе с ЗАО «Электрические сети Армении» компании «Ташир».
В период с 1 января 2012 года по 30 июня 2017 года поставило 9.7% электроэнергии в республике.

### Энергоблок 5
Запланированный еще в советское время, энергоблок сооружен по кредиту ЕБРР в 90-х годах. Впоследствии передан в российскую собственность. Модернизирован компанией «Газпром-Армения» и находится в ее собственности.
Пятый энергоблок был пущен в опытно-промышленную эксплуатацию в январе 2012 года, его мощность составляет 480 МВт.
В период с 1 января 2012 года по 30 июня 2017 года поставило 7.1% электроэнергии в республике.

## Перспективы
Разданская ТЭЦ генерирует электроэнергию по весьма высокой цене, лишь доля топлива в стоимости составляет 31,5 драмов, что уже на 4 драма больше стоимости электроэнергии, которую будет производить строящаяся новая ТЭЦ в Ереване. После сдачи в эксплуатацию эта ТЭЦ поэтапно заменит Разданский энергоблок, срок эксплуатации которого через несколько лет завершается.